# ベヘリット
ベヘリット(Beherit) は、1989年にフィンランドで結成されたブラックメタルバンド。想像しうる内で最も原始的で、残忍、かつ地獄に取り付かれたようなブラックメタルをプレイするために結成された。バンド名はシリア語でサタンを意味する。サウンドはもちろんのこと、ライブパフォーマンスからヴィジュアル的なイメージも含めてアンダーグラウンドを徹底した音楽性にもかかわらず、カルト的な人気を誇った。非常に凶悪なサウンドで知られる一方、前衛的な音楽性を持つという面でも有名である。そのことから、現在彼らはブラックメタル界におけるパイオニアの一バンドであると考えられている。

## 略歴
1989年、ニュークリア・ホロコースト・ヴェンジェンス、ソドマティック・スローター、デーモン・フォルニケイションの三人によって結成される。翌年には三本のデモをリリース。豚の頭部やヤギを使ったライブパフォーマンスで徐々に認知度を集めていった。
1991年、デモ音源を集めたアルバム『The Oath of Black Blood』がバンドの許可なしにリリースされる。これはバンドがレコーディングのための費用をすべて酒を飲むのに使ってしまったため、仕方なくリリースしたものだとレーベル側は主張している。この件に対してリーダーのニュークリア・ホロコースト・ヴェンジェンスはメタル・ハンマー・マガジンのインタビューで次のようにコメントしている。
「あのアルバムはゴミだ！本当にひどい代物だから俺たちは絶対にリリースしたくなかったんだ。ターボ・ミュージックは曲を『Demonomancy』からそのまま持ってきて、アルバムを出すのにただのカセットを使ったのさ。正直に言わせてもらうと、奴らにマスターテープを送ったことなんてないね…。すぐにちゃんとしたLPを出そうと思ってる。今度はちゃんと俺たち自身のレーベルで、だ。結果ははるかにマシになるだろうよ。」
1993年、アルバム『Drawing Down the Moon』をリリースする。アンダーグラウンドシーンでかなりの評価を得る。
1994年、バンドは解散。しかし、ニュークリア・ホロコースト・ヴェンジェンスは二枚のダークアンビエントアルバムをレコーディングし、ベヘリットの名でリリースする。
2008年、オリジナルメンバーであるニュークリア・ホロコースト・ヴェンジェンスと ソドマティック・スローターが新たなメンバー二人を迎えてベヘリットを再結成する。
2009年、4thアルバム『Engram』をリリース。

## メンバー

### 現在のメンバー
- ニュークリア・ホロコースト・ヴェンジェンス (Nuclear Holocausto Vengeance) - ヴォーカル、リードギター、キーボード、プログラミング
- エンシェント・コープス・ディシクレイター (Ancient Corpse Desekrator) - ギター
- アビス、ツイステッド・バプタイザー (Abyss, Twisted Baptizer) - ベース
- ソドマティック・スローター (Sodomatic Slaughter) - ドラムス

### 元メンバー
- デーモン・フォルニケイション (Daemon Fornication) - ベース (1989–1993)
- ブラック・ジーザス (Black Jesus) - ベース (1993)
- ゴートゴッデス・オヴ・ネクロソドミー (GoatGoddess of Necrosodomy) - キーボード
- ネクロパーヴァーサー (Necroperversor) - ドラムス (1993)
- キモ・ルッティネン (Kimmo Luttinen) - ドラムス

## ノルウェーシーンとの抗争
1990年代初頭のブラックメタルバンドは大多数がノルウェー出身であった。しかし、ベヘリットやインペイルド・ナザリーン、Barathrumといったバンドの影響でフィンランドのブラックメタルシーンも徐々に認知されていった。だが、だんだんとフィンランドとノルウェーのシーンの間でダーク・ウォーと呼ばれる抗争が勃発することになる。ある雑誌によれば、この抗争の原因は誤解やジョークだったという。しかし、インペイルド・ナザリーンのヴォーカリストMika Luttinenはノルウェーから彼の殺害を示唆する脅迫状が送られてきたと主張している。また、インペイルド・ナザリーンの1stアルバムには「ノルウェーからの注文は受け付けません」との声明が掲載されている。後にMika Luttinenは声明の掲載が愚かであり、幼稚であったと認めている。

## ディスコグラフィー

### スタジオアルバム
- 1993年　Drawing Down the Moon

アルバム名はウイッカの伝統的な儀式の名前からとられている。
- 1994年　H418ov21.C
- 1995年　Electric Doom Synthesis
- 2009年　Engram
- 2011年　At the Devil's Studio 1990

### コンピレーション
- 1991年　The Oath of Black Blood
- 1999年　Beast of Beherit - Complete Worxxx

## 外部サイト
- Beherit at スパインファーム・レコード - ウェイバックマシン（2011年5月27日アーカイブ分）